# Clarissa Orsini
Clarissa Orsini, född 1453, död 1487, var en italiensk adelsdam, gift 1469 med regenten i Florens, Lorenzo de' Medici, och mor till Piero di Lorenzo de' Medici och påven Leo X. 

## Biografi
Hon var dotter till Jacopo (Giacomo) Orsini och Maddalena av Bracciano och syster till kardinal Latino Orsini.
Hennes äktenskap arrangerades av hennes blivande svärmor, Lucrezia Tornabuoni, som inför sin sons giftermål besökte Rom för att träffa ogifta kvinnliga medlemmar ur Roms adelsfamiljer och välja ut en av dem till äktenskapet. Syftet var att alliera familjen Medici med en romersk adelsfamilj och få in "adligt blod" i familjen i utbyte mot pengar. Tornabuoni rekommenderade Clarissa Orsini som kandidat och enligt rekommendationsbrevet ska hon ha haft vacker figur och graciös hållning samt ha varit religiöst sinnad. Hon förde också med sig en hemgift på 6 000 floriner. Vigseln ägde rum per ombud i Rom 27 december 1468 och i person den 4 juni 1469 i Florens.
Clarissa Orsini var för religiös för att bli populär i det humanistiskt sinnade Florens, och även om maken endast avlade barn med henne, hade han privat ett förhållande med sin älskarinna Lucrezia Donati, vilken han tillägnade sina dikter. Orsini avlade ett besök i Rom 1472. Under Pazzikonspirationen 1478 evakuerades hon med sina barn till Pistoia. Hon gjorde också flera officiella resor till Volterra, Colle di Val d'Elsa, Badia a Passignano och andra platser 1485. Hon avled av tuberkulos i Rom under ett besök hos sina släktingar.